# Ludi Petersen
Julie Mariane Petersen,  kendt som Ludi Petersen (født Dodt 7. maj 1855 i Rendsborg i Holsten, død 14. oktober 1918 på Købmandshvile, Hørsholm Sogn) var en dansk lærer og stifter af højskolen Købmandshvile.

## Barndom
Petersen (på det tidspunkt Ludi Dodt) blev født i Holsten i 1855. Faren var en dansk officer, oberstløjtnant Just Victor von Dodt (1808-1864) , og moren var priorinde Louise Ottilia Bagger (1815-1895). Ludi mistede sin far som 9-årig da han faldt under kampene ved Dybbøl i anden slesvigske krig i 1864 hvorefter familien flyttede til Det Harboeske Enkefruekloster i Stormgade i København. Ludi gik i ti år skole på N. Zahles Skole.

## Ungdom
Ludi Dodt blev ansat som huslærer for Hartvig Frischs (1833-1890, farfar til Hartvig Frisch 1893-1950) tre døtre da hun var 17 år gammel. En af døtrene var den senere forfatter Gyrithe Lemche. Mens hun var huslærer, fortsatte hun sin egen uddannelse bl.a. med at læse fransk og historie. Hun gik på N. Zahles privatlærerindekursus og tog institutbestyrerprøve med hovedfag i fransk i 1884. Herefter blev hun lærer på Margrethe Dodts pigeskole som blev drevet af hendes storesøster.
I 1886 giftede Ludi sig med Louis Petersen (1848-1904) som havde opbygget Danmarks førende papirhandel. De fik kun et barn, og han døde som spæd.

## Købmandshvile
Louis Petersen havde allerede fra før giftemålet en drøm om at lave en skole der byggede på folkehøjskolens ideer, men med større fagligt indhold, men nåede det ikke før han døde som 56-årig i 1904. Men Petersen havde overtaget drømmen og åbnede i 1905 Købmandshvile, Den Danske Detailhandler-Højskole. Højskolen startede med 23 elever i et landsted som ægteparret havde bygget i Hørsholm i 1890'erne. Den første forstander var den senere stiftprovst og politiker Johannes Fog-Petersen, mens Petersen var lærer og højskolemoder. Det var den første højskole som henvendte sig til byboere, hvor tidligere højskoler havde haft landboungdommen som målgruppe. Den var ugleset i den øvrige højskolebevægelse som var bange for at den grundtvigske dannelse ikke blev vægtet højt nok. Men højskolen blev en succes og flyttede i nye bygninger på nabogrunden i 1911. Købmandshvile fortsatte indtil 1970.
Petersen døde i 1918 på Købmandshvile og er begravet på Assistens Kirkegård i København.